# Airstream
Airstream (Fundada en 1934 en Los Ángeles) es una empresa de diseño y fabricación de caravanas.

## Historia
En 1920 apareció en una revista de bricolaje editada por Wally Byam unos planos de un remolque. Tras las quejas de varios lectores sobre el mal funcionamiento del remolque, Byam decidió construir un remolque que funcionara. Bajó el suelo para ponerlo a la altura de las ruedas y subió el techo. De esta forma creó el primer remolque en el que entraba una persona de pie.
En 1929, Byam se centró completamente en la fabricación de caravanas, abandonando la revista de bricolaje. Construyó una caravana con aluminio remachado y diseño aerodinámico que en 1934 bautizó como Airstream. Durante la crisis de la década de 1930, los remolques Airstream fueron una excepción pues su demanda superaba la oferta a pesar de tener un alto precio.
Al llegar la Segunda Guerra Mundial el negocio se estancó debido en parte a la decisión del gobierno de Estados Unidos de dedicar el uso del aluminio exclusivamente a la fabricación de armas.
Durante la guerra, Byam trabajó en una fábrica de aviones, de la que pudo obtener nuevas ideas para sus caravanas. Una vez acabada la guerra Airstream volvió a resurgir, con nuevas fábricas en Jackson Centre, Ohio y Santa Fe Springs. La caravana Airstream se convirtió en uno de los símbolos del sueño americano por aquellas décadas de los 50-60.
Byam falleció en 1962, y se creó una fundación para convocar encuentros de caravanas en Estados Unidos: Club Internacional de Caravanas Wally Byam.

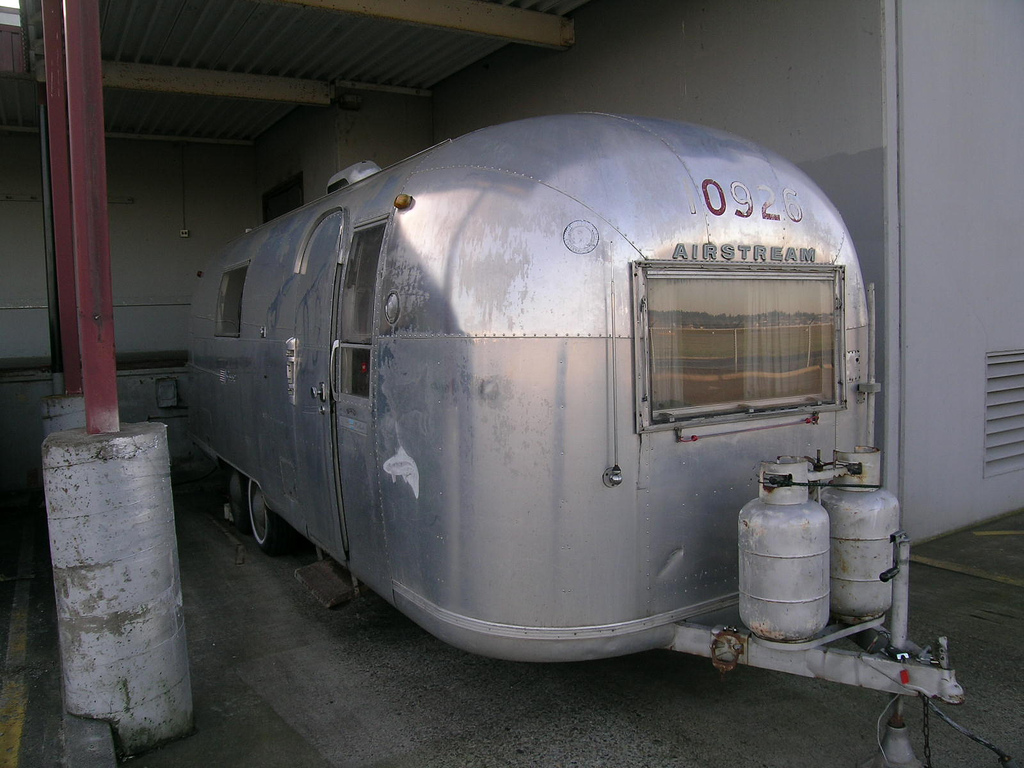
1966 Airstream Overlander International.